# Lilia Abdeljaoued
Lilia Abdeljaoued (* 1979) ist eine ehemalige tunesische Fußballschiedsrichterin.
Von 2009 bis 2017 stand sie auf der Liste der FIFA-Schiedsrichter und leitete internationale Fußballspiele.
Für die Afrikameisterschaft 2012 in Äquatorialguinea wurde Abdeljaoued als Reserve-Schiedsrichterin nominiert.
Bei der Afrikameisterschaft 2014 in Namibia leitete sie zwei Spiele, darunter ein Spiel in der Gruppenphase sowie das Spiel um Platz 3 zwischen Südafrika und der Elfenbeinküste (0:1). 